# Liste der Biografien/Fim
Liste der Biografien |
Portal Biografien |
Personensuche
# |
A |
B |
C |
D |
E |
F |
G |
H |
I |
J |
K |
L |
M |
N |
O |
P |
Q |
R |
S |
T |
U |
V |
W |
X |
Y |
Z |
?
 
Fa |
Fe |
Ff |
Fh |
Fi |
Fj |
Fk |
Fl |
Fm |
Fn |
Fo |
Fr |
Ft |
Fu |
Fy
 
Fia |
Fib |
Fic |
Fid |
Fie |
Fif |
Fig |
Fih |
Fii |
Fij |
Fik |
Fil |
Fim |
Fin |
Fio |
Fip |
Fiq |
Fir |
Fis |
Fit |
Fiu |
Fiv |
Fix |
Fiz
Die Liste der Biografien führt alle Personen auf, die in der deutschsprachigen Wikipedia einen Artikel haben. Dieses ist eine Teilliste mit 8 Einträgen von Personen, deren Namen mit den Buchstaben „Fim“ beginnt.

## Fim

### Fimm
- Fimmel, Ronny, deutscher Musiker
- Fimmel, Travis (* 1979), australischer Filmschauspieler und früheres FotomodellTravis Fimmel (* 1979)

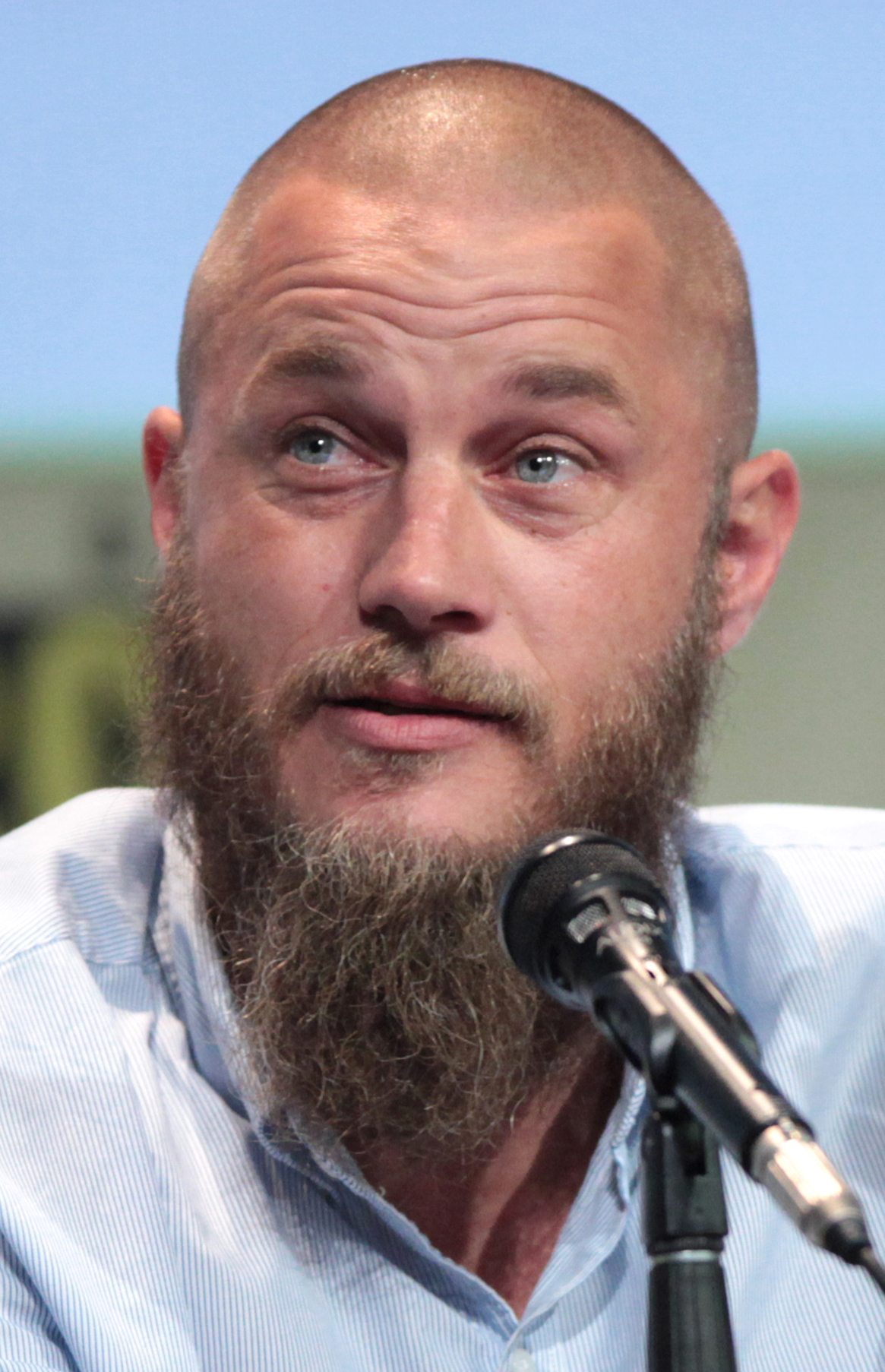
Travis Fimmel (* 1979)

- Fimmelsberg, Jost Künzli von (1915–1992), Schweizer Gynäkologe und Homöopath
- Fimmen, Diedrich (1886–1916), deutscher Klassischer Archäologe
- Fimmen, Edo (1882–1942), internationaler Gewerkschaftsfunktionär

### Fimo
- Fimognari, Michael (* 1974), US-amerikanischer Kameramann und Regisseur

### Fimp
- Fimpel, Gustav (1895–1965), deutscher Politiker (SPD)
- Fimpel, Jakob (* 1989), deutscher Fußballtrainer